# خوان أغيري
خوان أغيري (بالإسبانية: Juan Luis Aguirre Barco)‏ هو مجدف إسباني، ولد في 30 ديسمبر 1970.

## وصلات خارجية
- خوان أغيري على موقع الاتحاد الدولي للتجديف (الإنجليزية)
- خوان أغيري على موقع اللجنة الأولمبية الدولية (الإنجليزية)
- خوان أغيري على موقع أوليمبيديا (الإنجليزية)